# O級巡洋戦艦
| O級巡洋戦艦 | O級巡洋戦艦 |
| ----------- | --- |
|             | |
| 艦級概観    | |
| 艦種        | 巡洋戦艦 |
| 艦名        | クラウゼヴィッツ？ |
| 前級        | シャルンホルスト級 |
| 次級        | - |
| 性能諸元    | |
| 排水量      | 基準：38,540トン 満載：42,100トン |
| 全長        | 248.2m |
| 水線長      | 246.0m |
| 全幅        | 30.0m |
| 吃水        | 8.7m |
| 機関        | 中央軸：ワーグナー式重油専焼高温水管缶4基 +形式不明ギヤード・タービン1基1軸 左右軸：MAN式2サイクルディーゼル機関8基2軸推進 |
| 最大出力    | 蒸気機関：66,000hp ディーゼル機関：121,000hp 計187,000hp |
| 最大速力    | 33.5ノット 28.0ノット（巡航時） |
| 航続距離    | 13ノット/25,000海里 19ノット/15,000海里 |
| 燃料        | 重油：4,619トン |
| 乗員        | 1,700名 |
| 兵装        | SK C/34 38cm（47口径）連装砲3基 SK C/28 1928年型 15cm（55口径）連装速射砲3基 SKC/33 10.5cm（65口径）連装高角砲4基 SK C/30 1930年型 3.7cm（83口径）連装機関砲4基 2cm（65口径）単装機銃10丁 53.3cm三連装魚雷発射管2基                                                        |
| 装甲        | 舷側：190mm（水線部主装甲）、90mm（水線末端部）、30～40mm（水密隔壁） 甲板：30mm（最上甲板部）、60mm（主甲板） 主砲塔：220mm（前盾）、180mm（側盾）、50mm（天蓋） 主砲バーベット：-mm（最厚部） 副砲塔：14mm（前盾・側盾・天蓋・後盾） 司令塔：200mm（側盾）、80mm（天蓋） |
| 航空兵装    | 水上機4基 埋込みカタパルト1基 |

O級巡洋戦艦 (O-Klasse Schlachtkreuzer) は、ドイツ海軍がZ計画に基づき計画した巡洋戦艦の艦級である。ドイツ海軍は本級を3隻建造する計画であったが、実現には至らなかった。

## 概要
ドイツ海軍は、本級とは別に、就役時にポケット戦艦と呼称されて列強海軍から脅威とされてきた「ドイッチュラント級」を配備していた。しかし早くも1930年代において、列強諸国がドイッチュラント級より高速かつ強火力を持つ対抗艦を続々と整備し始めると、ドイツ艦隊の力量不足は明らかとなってきた。このため、海軍内部からは、ドイッチュラント級をより重防御化した上で、重巡洋艦並みの高速能力を持つ新型装甲艦を整備しようとする意見が上がった。
ここで、同じころドイツ海軍が「Z計画」を研究する際に、その建造ドクトリンとなった作戦構想はどのようなものであったかを説明する。この構想では、ドイツ海軍は隻数に勝るイギリス艦隊に正面切っての艦隊決戦は挑まないこととされていた。ドイツ海軍はまず、隻数が多く高速型の装甲艦で通商破壊戦を挑み、連合国の通商路を混乱させることを企図した。このドイツ海軍の装甲艦を捕捉するために、敵艦隊は分散する。その分散した小艦隊を「大型戦艦（H級戦艦）」が各個撃破する、という構想をドイツ海軍は立てていた。
このため、ドイツ海軍は1938年度のZ計画において遊撃戦に使用する新型装甲艦12隻を要求し、仮称として計画艦にはドイツ語で装甲艦を意味する「Panzerschiff」の頭文字であるPの字を取って「P1級装甲艦」という呼称を与えた。これが本級である。
本級の要求性能は「外洋での遊撃作戦において、主敵である条約型重巡洋艦を圧倒できる主砲口径、条約型巡洋艦に撃破されない防御力、そして敵の対抗艦が現れた時に遁走できる高速・航続性能を持つ事」であった。これをもって1938年4月から本級の設計案が策定される事となった。この時期にドイツ海軍ではD級装甲艦から発展した「シャルンホルスト級戦艦」と同じく、28cm三連装砲塔を3基持つ艦として、排水量21,000トンから31,000トンまで幅広く設計案を策定していたが、最終的に排水量23,000トンで対8インチ防御を有し、28cm三連装砲2基を装備する「A案」と、同排水量・同防御力で38cm連装砲2基を装備する「B案」が比較検討された。この結果本級は、将来シャルンホルスト級が38cm連装砲3基に主砲塔を換装した際、撤去して余剰となるであろう「1934年型 28cm（54.5口径）砲」を流用できる「A案」を採用したクラスは「P級装甲艦」となった。しかし、一方で戦艦級の火力を持つ「Ｂ案」を発展させたのが本級の設計案となった。設計に当たりP級装甲艦と同等の速力と防御力を持ちつつも砲力で勝る艦として主砲を新戦艦「ビスマルク級」と同型の38cm連装砲3基を搭載し、舷側防御も190mm装甲に強化した艦として設計を詰められた。しかし、ドイツの技術力では船型の大型化は避けられず、速力を維持すべきディーゼル機関に加えて高速航行用の高温缶とギヤード・タービン1基1軸を追加して3軸推進となった。後にこの案は「C案」として燃料タンクの増加や対空砲火の追加を行いながら1939年7月にはレーダー提督の承認を得て8月に1943年までに3隻の就役を目的として本級の建造を造船所に発注した。しかし、第二次世界大戦の勃発により本級の建造は1939年9月に中止。資材は陸上兵器に転用された。

## 艦形

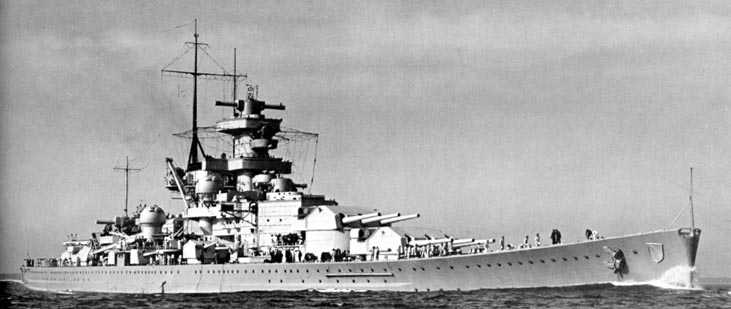
本級の設計に影響を与えたシャルンホルスト級「シャルンホルスト」の写真。

本級の基本デザインは同時期に設計された「シャルンホルスト級戦艦」にほぼ近い物であった。本級の基本形状は平甲板型船体である。艦首を前方に向けた強く傾斜させたアトランティック・バウを設計段階から導入しており、艦首甲板には強いシア（甲板の傾斜）が付き、そこに「SK C/34 38cm（52口径）砲」を収めた連装砲塔を背負い式配置で2基、2番主砲塔の基部から上部構造物が始まり、艦橋構造は、新戦艦「ビスマルク級」に酷似した司令塔を組み込んだ箱型の操舵艦橋である。その後部から頂上部に測距儀を配置し、中部に見張り所を持つ戦闘艦橋が立つ。操舵艦橋の側面部には副砲の「SK C/28 1928年型 15cm（55口径）速射砲」を連装砲塔に収めて1番・2番副砲塔を片舷1基ずつ配置した。
船体中央部に2本煙突が立つが、1番煙突の基部は水上機格納庫となっており、水上機は中央部甲板上に首尾線方向に対して垂直に埋め込まれたカタパルトにより左右に射出される。水上機と艦載艇は格納庫脇に片舷1基ずつの計2基配置されたクレーンにより運用される設計であった。2番煙突を基部として後部マストが立ち、後部測距儀所の後ろに後向きに3番副砲塔1基、後部甲板上に3番主砲塔1基が疑似的な背負い式配置となっていた。舷側甲板上には高角砲の「SKC/33 10.5cm（65口径）高角砲」が連装砲架で1番煙突の側面と後部測距儀塔の側面に片舷2基ずつの計4基が配置された。この武装配置により艦首方向に最大で38cm砲4門・15cm砲4門・10.5cm砲4門が、舷側方向に最大で38cm砲6門・15cm砲4門・10.5cm砲4門が、艦首方向に最大で38cm砲2門・15cm砲2門・10.5cm砲4門が指向できた。

## 武装

### 主砲

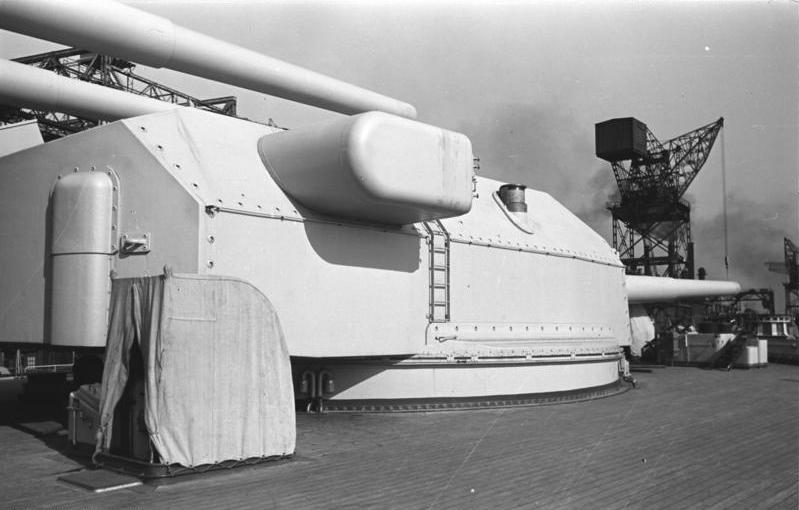
本級にも採用されるはずだった「ビスマルク」の主砲塔。

前述した通りに、本級の主砲にはビスマルク級と同じ「SK C/34 38cm（口径）砲」を採用する筈であった。この砲は重量弾化された重さ800kgの徹甲弾を、最大仰角30度で36,520mまで届かせる能力を持っており、俯仰能力は仰角30度・俯角5.5度である。これを連装砲塔に納め、ビスマルク級の四基八門に対して砲塔一基少ない三基六門を装備する。
砲塔の旋回角度は首尾線方向を0度として左右145度とされた。主砲身の俯仰・砲塔の旋回・砲弾の揚弾・装填は主に電力で行われ、補助に人力を必要とした。発射速度は毎分2.3～3発であった。砲威力では射程27,000mで舷側装甲304mm・甲板装甲126mmを、射程22,000mで舷側装甲393mm・甲板装甲104mmを貫通できる性能であった。これは本級を追撃してくるであろうイギリス海軍の巡洋戦艦「レナウン級」に対し射程27,000mで舷側装甲を破ることができ、射程22,000まで接近すれば本艦よりも防御力で勝る巡洋戦艦「フッド」や戦艦「クイーン・エリザベス級」やリヴェンジ級に対しても舷側装甲を破る能力を持っていた。

### 副砲、その他の備砲および雷装

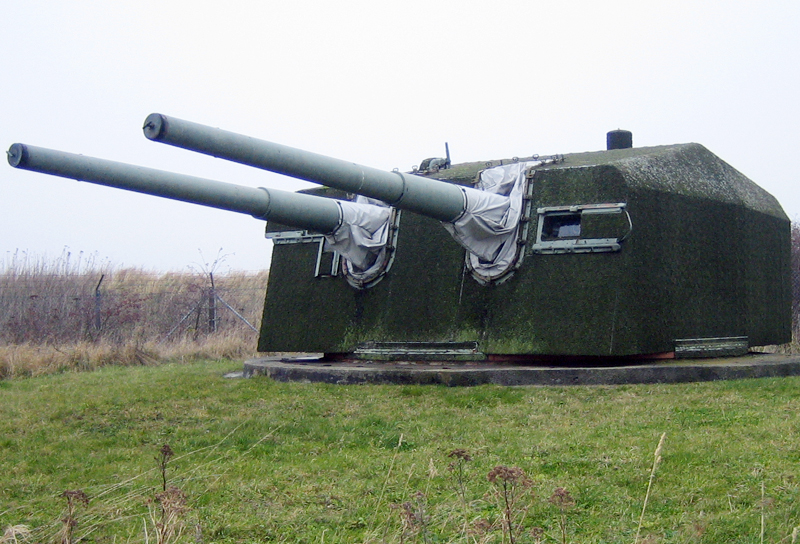
本級の副砲と同型の現代も残る「グナイゼナウ」の15cm副砲塔。

本級の副砲にはシャルンホルスト級と同じく「SK C/28 1928年型 15cm（55口径）速射砲」を採用して新設計の連装砲塔に収めて3基を搭載する予定であった。その性能は45.3kgの砲弾を初速875m/秒で仰角35度で22,000mまで届かせるものであった。砲塔の俯仰能力は仰角40度・俯角10度である。旋回角度は360度の旋回角度を持っていたが、実際は上部構造物により制限があった。砲身の俯仰・砲塔の旋回・砲弾の揚弾・装填は主に電力で行われ、補助に人力を必要とした。発射速度は毎分6～8発であった。
他に対空用として「SKC/33 1933年型 10.5cm（65口径）高角砲」を装備した。これは15.8kgの砲弾を仰角45度で17,700 m、最大仰角80度で12,500mの高度まで到達させた。旋回と俯仰の動力は電動と人力で行われ、左右方向に360度旋回でき、俯仰は仰角80度、俯角10度であった。発射速度は毎分15～18発だった。これを連装砲架で4基、合計8門を搭載する予定であった。
また、近接対空火器として「SKC/30  1930年型 3.7cm（83口径）機関砲」を単装砲架で4基4門、「SKC/38 1938年型 2cm（65口径）機関銃」を単装砲架で10基10門を搭載する予定であった。他に、主砲では相手にならない相手のために53.3cm三連装魚雷発射管を2基搭載する予定であった。

## 防御
武装は主力戦艦並みの火力を与えられたが、その代償として防御力は低く抑えられて設計された。本級の設計に影響を与えたシャルンホルスト級の舷側：350mm・甲板：95mm・砲塔：360mm（前盾）、200mm（側盾）、180mm（後盾）に対して本級は舷側装甲は船体中央部のみ190mmで末端部は90mmでしかなく、甲板防御は最上甲板は30mmで主甲板が60mmで一枚板ですらない。
主砲塔前盾は220mm、側盾は180mm、天蓋は主甲板よりも薄い50mmで条約型重巡洋艦への防御程度レベルであった。水雷防御も水線部装甲は水面下の僅かな高さまで覆うものでしかなく、水雷防御隔壁はざっくりとした2層式で他国の重厚な水雷防御に比べると見劣りのするものであった。

## 機関
同時期の設計されたP級装甲艦の主機関は航続性能を重視してMAN式2サイクルディーゼル機関12基3軸推進であったが、本級は主砲を主力戦艦並みとして防御力も対8インチ防御としたために艦形が肥大化して条約型戦艦に匹敵する3万トン台になってしまったためにディーゼル機関は4基で1組として8基で舷側2軸で
巡航用推進とし、新たに中央部に高速航行時用のワーグナー式重油専焼高温水管缶4基とギヤード・タービン1基1軸を追加して3軸推進とした。

## 同型艦
- O
- P
- Q

全て第二次世界大戦勃発後に建造中止。

## 登場作品
小説
『レッドサン ブラッククロス』
「バルバロッサ級」という名称で登場。仮想敵をイギリスから日本に変更したため、装甲厚の増大や新型機関への変更などの改設計が行われている。劇中ではネームシップの「バルバロッサ」の他、「シュリーフェン」「ビューロー」「マッケンゼン」「ヨルク」の5隻が登場する。
ゲーム
『World of Warships』
「ジークフリート級」という名称で登場。発展型として主砲を30.5cm3連装砲に換装し、艦橋を大型化した「エギル」も実装されている。
『アズールレーン』
上記World of Warshipsとのコラボとして、30.5cm3連装砲に換装型を擬人化したキャラクターが「エーギル」として特別計画艦で先に実装されている。その後のイベントで、38cm連装砲型を擬人化したキャラクターが「ブリュンヒルデ」「アルヴィト」の艦名で登場。
『戦艦少女R』
「クラウゼヴィッツ」の艦名で登場。姉妹作品「蒼青のミラージュ」で同艦名で先に実装され、同タイトルのサービス終了後2021年11月12日に本作への引き継ぎが行われることが確認された。

## 参考図書
- 「世界の艦船増刊1989年3月号増刊 第26集 ドイツ戦艦史」（海人社）
- 「世界の艦船増刊　ドイツ巡洋艦史」（海人社）
- 「世界の艦船増刊　1982年12月号増刊 第2次大戦のドイツ軍艦」（海人社）
- 「ドイツ海軍入門 広田厚司」（光人社）
- 「世界の戦艦　砲力と装甲の優越で艦隊決戦に君臨したバトルシップ発達史 (〈歴史群像〉太平洋戦史シリーズ (41))」（学習研究社）